# 팻 애스트

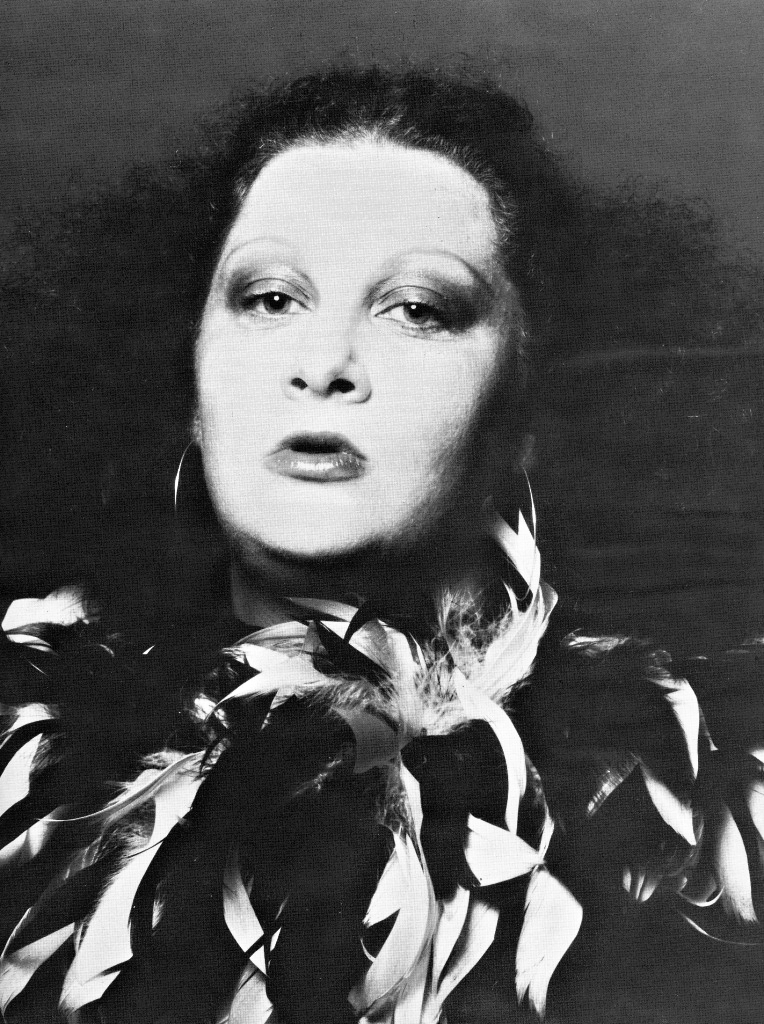

팻 애스트(Pat Ast, 1941년 10월 21일 ~ 2001년 10월 3일)는 미국의 배우, 텔레비전 배우, 영화배우, 모델이다.
웨스트할리우드에서 사망하였다.

## 영화
- 테드 & 비너스 (1991년)
- 팬더모니엄(영어판) (1982년) - 버스 드라이버 역
- 이중 추적 (1981년)
- 파울 플레이 (1978년)
- 월드 그레이티스트 러버 (1977년)
- 더 더취스 앤 더 더트워트 폭스 (1976년)
- 미드나잇 카우보이 (1969년)